# Act. 7
Act. 7 é o sétimo e último extended play lançado em 1 de fevereiro de 2016 pelo grupo sul-coreano 4Minute. A faixa "Hate" foi escolhida como a principal para promover o novo EP. Esse é o último lançamento do 4Minute antes de ter sido anunciado sua dissolução em junho de 2016.

## Antecedentes, lançamento e divulgação
Em 25 de janeiro, a Cube Entertainment lançou a lista de faixas e imagens individuais de teaser das integrantes. A primeira faixa, "Hate", foi composta e arranjada pelo DJ de EDM Skrillex.
Em 29 de janeiro, o grupo lançou o primeiro vídeo promocional de "Hate", com uma cena dramática de cada membro. O videoclipe de "Hate" foi lançado no dia 1º de fevereiro, com o conceito sendo uma versão sexy de um clipe de hip hop. O videoclipe alcançou 1 milhão de visualizações em menos de 24 horas de lançamento, com alguns comentaristas atribuindo o alto valor à antecipação do retorno do grupo.
O grupo começou a promoção no Show Champion da MBC Music em 3 de fevereiro, depois continuou sua primeira semana de apresentações para o álbum no M! Countdown da Mnet, o Music Bank da KBS, o Music Core da MBC e o Inkigayo da SBS em 4, 5, 6 e 7 de fevereiro, respectivamente.
Em 15 de abril de 2016, o grupo lançou um videoclipe para a faixa "Canvas".

## Lista de faixas
| N.º            | Título                | Letras                                 | Música                                           | Arranjo                           | Duração |  |
| 1.             | "Hate" (싫어; Silheo) | Seo Jae-woo Son Young-jin Jenyer Hyuna | Jae-woo Young-jin Skrillex                       | Jae-woo Young-jin Skrillex        | 03:35   |  |
| 2.             | "No Love"             | Ra-young, Gen Ne, Hyuna, Jenyer        | Gen Ne                                           | Gen Ne                            | 03:14   |  |
| 3.             | "Blind"               | Kwon So-hyun Jenyer Hyuna              | Im Kwang-wook Ryan Kim Hunnykilla Amanda Moseley | Im Kwang-wook Ryan Kim Hunnykilla | 03:59   |  |
| 4.             | "Canvas"              | Big Ssancho Cho Seong-ho               | Big Ssancho Cho Seong-ho                         | Big Ssancho Cho Seong-ho          | 03:35   |  |
| 5.             | "Hate" (Instrumental) |                                        | Jae-woo Young-jin Skrillex                       | Jae-woo Young-jin Skrillex        | 03:35   |  |
| Duração total: | Duração total:        | Duração total:                         | Duração total:                                   | Duração total:                    | 17:59   |  |

## Desempenho nos Charts

### Charts semanais
| Chart (2016)                | Posições |
| --------------------------- | -------- |
| South Korean Albums (Gaon)  | 2        |
| Japanese Albums (Oricon)    | 254      |
| US World Albums (Billboard) | 3        |

## Histórico de lançamento
| Região | Data                   | Formatos            | Gravadora                                |
| ------ | ---------------------- | ------------------- | ---------------------------------------- |
| Mundo  | 1 de fevereiro de 2016 | Download digital CD | Cube Entertainment Universal Music Group |